# Crypsirina
Crypsirina is een geslacht van zangvogels uit de familie Corvidae (kraaien). 

## Leefwijze
Deze soorten leven vooral in bomen en zijn daardoor zelden op de grond te zien.

## Soorten
Het geslacht kent de volgende twee soorten:
- Crypsirina cucullata – Grijze ekster
- Crypsirina temia – Zwarte ekster